# Америчка фудбалска конференција
Америчка фудбалска конференција (енгл. American Football Conference), позната по свом акрониму АФЦ (од енгл. AFC), је једна од две конференције Националне фудбалске лиге (НФЛ). Основана је током 1970-их када су се спојиле НФЛ и АФЛ. У конференцији наступа 16 клубова распоређених у четири дивизије са по четири тима.

## Дивизије
- АФЦ Север
  - Питсбург стилерси
  - Балтимор рејвенси
  - Кливленд браунси
  - Синсинати бенгалси
- АФЦ Југ
  - Тенеси тајтанси
  - Џексонвил џагуарси
  - Индијанаполис колтси
  - Хјустон тексанси
- АФЦ Исток
  - Њу Ингланд патриотси
  - Мајами долфинси
  - Њујорк џетси
  - Бафало билси
- АФЦ Запад
  - Денвер бронкоси
  - Лос Анђелес чарџерси
  - Канзас Сити чифси
  - Лас Вегас рејдерси